# Kalendarium historii Słowenii

Zasięg osadnictwa Ilirów przed podbojem rzymskim

Kalendarium historii Słowenii – uporządkowany chronologicznie, począwszy od czasów najdawniejszych aż do współczesności, wykaz dat i wydarzeń z historii Słowenii.

## Średniowiecze
- VIII w. – powstały państwa Karyntia i Kraina[1]
- XI w. – duchowni bawarscy rozpoczęli chrystianizację Karyntii[1]
- 814 – Karantanie i Kraińcy przyłączyli się do powstania władcy Chorwatów Ludewita przeciwko Frankom[1]
- 822 – Ludwik I Pobożny pokonał powstańców[1]
- 907–955 – panowanie węgierskie w Krainie[1]
- lata 80. X w. – Kraina weszła w skład państwa Ottona II jako część Wielkiej Karyntii[1]
- XI w. – rozpad Wielkiej Karyntii na lokalne księstwa[1]
- XIII w. – tereny obecnej Słowenii próbowali zająć Przemyślidzi[1]
- 1278 – Habsburgowie pokonali Przemyślidów w walce o tereny obecnej Słowenii[1]

## Panowanie Habsburgów

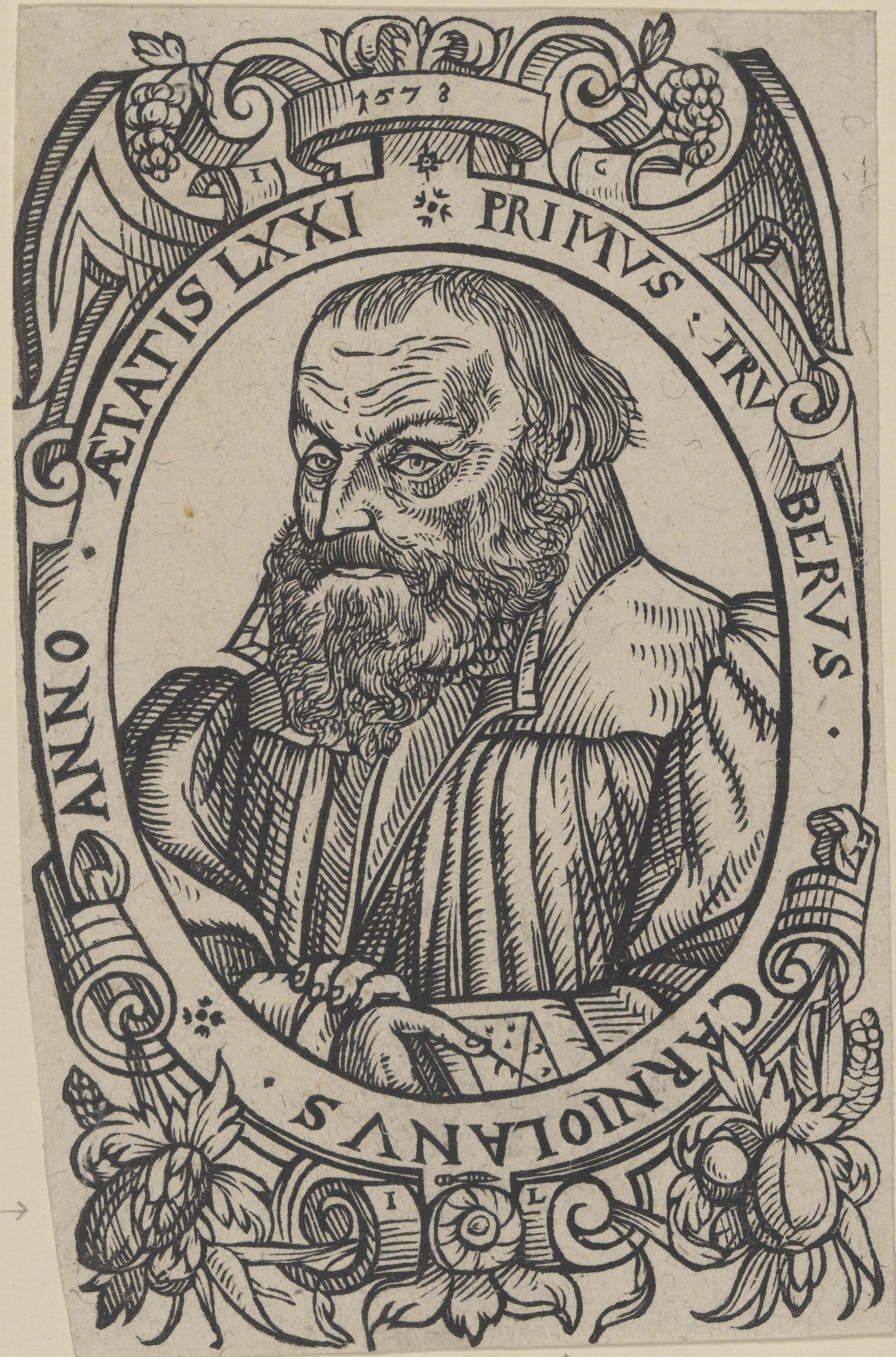
Primož Trubar

- 1456 – wymarcie hrabiów Celje, część obecnej Słowenii znalazła się pod panowaniem Habsburgów[1]
- 1500 – wymarcie hrabiów Gorycji, część obecnej Słowenii zajęli Habsburgowie[1]
- 1550 – protestant Primož Trubar wydał pierwszą słoweńską książkę[2]
- XVI w. – wpływy odrodzenia i reformacji[1]
- XVII w. – początek kolonizacji niemieckiej, początek germanizacji Karyntii i Styrii[1]
- XVIII w. – w wyniku rywalizacji handlowej z Wenecją rozwinął się tranzyt i powstały pierwsze manufaktury (głównie sukiennicze i szklane)[1]
- 1809 – Istria, Kraina i część Karyntii znalazły się w utworzonych przez Napoleona I Prowincjach Iliryjskich ze stolicą w Lublanie; wprowadzenie języka słoweńskiego do szkół i administracji[1]
- 1813 – wycofanie wojsk francuskich ze Słowenii[1]
- 1819 – powstanie Królestwa Ilirii, austriackiego kraju koronnego istniejącego do 1849. Stolicą była Lublana
- 1848 – w wyniku Wiosny Ludów działacze liberalni wysunęli postulat stworzenia odrębnej jednostki administracyjnej z ziem słoweńskich, a konserwatyści żądali wprowadzenia języka słoweńskiego do szkół i administracji[1]
- 1914 – Słoweńcy opowiedzieli się za Habsburgami podczas I wojny światowej[1]
- 1917 – słoweńscy posłowie opowiedzieli się za stworzeniem monarchii trialistycznej z Chorwatami i Serbami[1]
- 5 października 1918 – w Zagrzebiu przedstawiciele partii słoweńskich, chorwackich i serbskich utworzyli Radę Narodową Słoweńców, Chorwatów i Serbów[1]
- 31 października 1918 – Rada Narodowa Słoweńców, Chorwatów i Serbów powiadomiła ententę o utworzeniu wspólnego państwa tych narodów[1]
- 1 grudnia 1918 – proklamowano Królestwo SHS[1]

## Historia Jugosławii

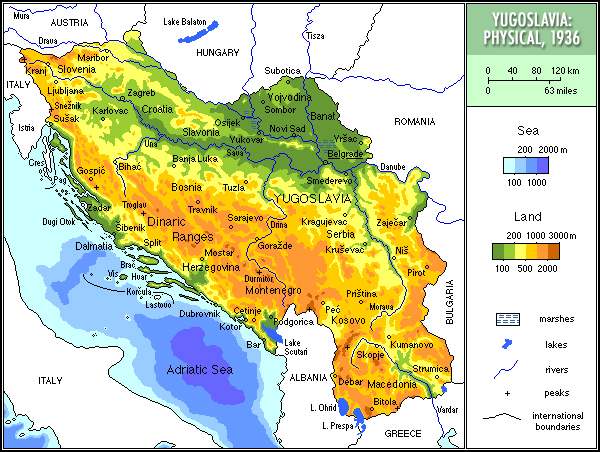
Mapa Jugosławii

- grudzień 1918 – Włosi zajęli Przymorze w Istrii[1]
- wrzesień 1919 – na podstawie traktatu z Austrią w Saint-Germain-en-Laye w skład Królestwa SHS weszły Kraina, południowa Styria i część Karyntii[1]
- grudzień 1920 – w wyniku plebiscytu okolice Klagenfurtu (należące do Karyntii) weszły w skład Austrii[1]
- kwiecień 1941 – atak III Rzeszy i Włoch na Jugosławię, podział Słowenii pomiędzy Niemcy i Włochy[1]
- maj 1945 – kapitulacja Niemiec przyczyniła się do zakończenia walk w Słowenii[1]
- 1945 – Słowenia została republiką związkową Jugosławii; początek rządów komunistycznych[1]
- 1946 – nacjonalizacja przemysłu[1]
- 1954 – Przymorze przyłączono do Słowenii[1]
- 1989 – wprowadzenie systemu wielopartyjnego w Jugosławii[1]
- maj 1990 – w wyborach do Skupsztiny słoweńskiej zwycięstwo odniosła koalicja DEMOS składająca się z antykomunistycznych partii[1]
- 23 grudnia 1990 – w wyniku referendum 88,5% głosujących opowiedziało się za niezależnością Słowenii[2]
- maj 1991 – Słowenia w referendum poparła zastąpienie dotychczasowej federacji przez konfederację zwiększającą niezależność republik[1]
- 25 czerwca 1991 – Słowenia ogłosiła niepodległość[1]

## Czasy najnowsze

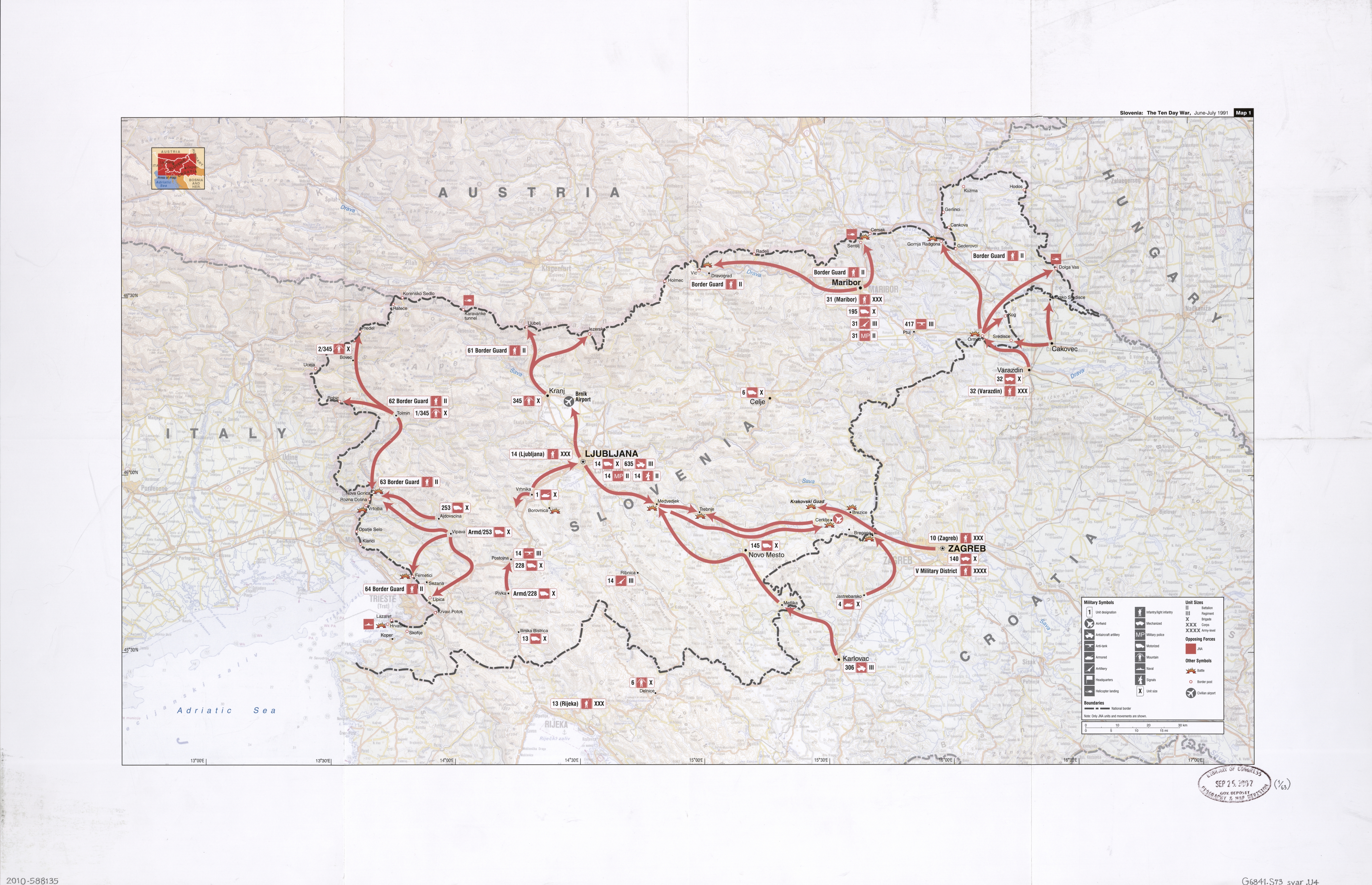
Mapa działań wojennych w 1991

- 27 czerwca 1991 – rozpoczęła się wojna dziesięciodniowa z Jugosłowiańską Armią Ludową[2]
- poł. lipca 1991 – początek ewakuacji Jugosłowiańskiej Armii Ludowej[1]
- grudzień 1991 – ogłoszenie niepodległości przez Skupsztinę[1]
- 1992 – w wyborach parlamentarnych wygrała Liberalna Demokracja Słowenii. Premierem został Janez Drnovšek[1]
- 1996 – w wyborach parlamentarnych wygrała Liberalna Demokracja Słowenii. Premierem został ponownie Janez Drnovšek[1]
- 3 maja 2000 – w wyborach parlamentarnych wygrała Liberalna Demokracja Słowenii. Premierem został Andrej Bajuk[1]
- 11 grudnia 2002 – urząd premiera objął Anton Rop[1]
- 1 maja 2004 – Słowenia została członkiem Unii Europejskiej[1]
- 1 stycznia 2007 – Słowenia przyjęła walutę euro[2].
- 13 lipca 2014 – w wyborach parlamentarnych wygrała centrolewicowa Partia Nowoczesnego Centrum[3]